# Batilly (Meurthe i Mosel·la)
Batilly és un municipi francès situat al departament de Meurthe i Mosel·la i a la regió del Gran Est. L'any 2007 tenia 1.305 habitants.

## Demografia

### Població
El 2007 la població de fet de Batilly era de 1.305 persones. Hi havia 482 famílies, de les quals 88 eren unipersonals (16 homes vivint sols i 72 dones vivint soles), 153 parelles sense fills, 209 parelles amb fills i 32 famílies monoparentals amb fills.
La població ha evolucionat segons el següent gràfic:
Habitants censats

### Habitatges
El 2007 hi havia 504 habitatges, 492 eren l'habitatge principal de la família, 1 era una segona residència i 11 estaven desocupats. 432 eren cases i 69 eren apartaments. Dels 492 habitatges principals, 402 estaven ocupats pels seus propietaris, 69 estaven llogats i ocupats pels llogaters i 21 estaven cedits a títol gratuït; 3 tenien una cambra, 12 en tenien dues, 60 en tenien tres, 157 en tenien quatre i 260 en tenien cinc o més. 436 habitatges disposaven pel capbaix d'una plaça de pàrquing. A 199 habitatges hi havia un automòbil i a 258 n'hi havia dos o més.

### Piràmide de població
La piràmide de població per edats i sexe el 2009 era:
| Homes | Edats   | Dones |
| ----- | ------- | ----- |
| 0     | 95 o +  | 0     |
| 0     | 90 a 94 | 0     |
| 4     | 85 a 89 | 0     |
| 0     | 80 a 84 | 12    |
| 20    | 75 a 79 | 12    |
| 44    | 70 a 74 | 28    |
| 36    | 65 a 69 | 32    |
| 16    | 60 a 64 | 32    |
| 32    | 55 a 59 | 12    |
| 64    | 50 a 54 | 60    |
| 24    | 45 a 49 | 40    |
| 48    | 40 a 44 | 36    |
| 48    | 35 a 39 | 40    |
| 44    | 30 a 34 | 52    |
| 44    | 25 a 29 | 28    |
| 32    | 20 a 24 | 28    |
| 32    | 15 a 19 | 36    |
| 36    | 10 a 14 | 36    |
| 48    | 5 a 9   | 16    |
| 28    | 0 a 4   | 24    |

## Economia
El 2007 la població en edat de treballar era de 821 persones, 581 eren actives i 240 eren inactives. De les 581 persones actives 538 estaven ocupades (298 homes i 240 dones) i 43 estaven aturades (23 homes i 20 dones). De les 240 persones inactives 64 estaven jubilades, 86 estaven estudiant i 90 estaven classificades com a «altres inactius».

### Ingressos
El 2009 a Batilly hi havia 492 unitats fiscals que integraven 1.309 persones, la mediana anual d'ingressos fiscals per persona era de 18.967 €.

### Activitats econòmiques
Dels 38 establiments que hi havia el 2007, 1 era d'una empresa extractiva, 1 d'una empresa alimentària, 2 d'empreses de fabricació d'elements pel transport, 9 d'empreses de construcció, 5 d'empreses de comerç i reparació d'automòbils, 5 d'empreses de transport, 3 d'empreses d'hostatgeria i restauració, 1 d'una empresa d'informació i comunicació, 1 d'una empresa immobiliària, 5 d'empreses de serveis, 2 d'entitats de l'administració pública i 3 d'empreses classificades com a «altres activitats de serveis».
Dels 9 establiments de servei als particulars que hi havia el 2009, 2 eren tallers de reparació d'automòbils i de material agrícola, 1 paleta, 2 guixaires pintors, 3 lampisteries i 1 perruqueria.
Dels 2 establiments comercials que hi havia el 2009, 1 era una botiga de menys de 120 m² i 1 una botiga d'electrodomèstics.

## Equipaments sanitaris i escolars
El 2009 hi havia 1 escola maternal i 1 escola elemental.

## Poblacions més properes
El següent diagrama mostra les poblacions més properes.